# David Templeton
David Templeton (* 7. Januar 1989 in Glasgow) ist ein schottischer Fußballspieler, der bei Burton Albion spielt. 

## Karriere

### Verein
David Templeton wurde im Jahr 1989 in Glasgow geboren. Während dieser Zeit spielte sein Vater Henry Templeton für den Rund 55 km südwestlich von Glasgow gelegenen Verein Ayr United. Seinen Zweitnamen Cooper gab ihm sein Vater in Anlehnung an den schottischen Nationalspieler Davie Cooper. David begann seine Karriere im Jahr 2005 beim damaligen Viertligisten FC Stenhousemuir. Für diesen absolvierte er in den Spielzeiten 2005/06 und 2006/07 insgesamt 30 Spiele und erzielte dabei elf Tore. Im Januar 2007 wechselte das 18-jährige Talent für eine Ablösesumme von 30.000 £ zum schottischen Erstligisten Heart of Midlothian. Nachdem er für die Profimannschaft der Hearts bis zum folgenden Jahr kein Spiel absolviert hatte, wurde Templeton von Januar 2008 bis zum Saisonende an die Raith Rovers verliehen. Für die Rovers kam er 14-mal zum Einsatz und traf dabei viermal. Nach seiner Rückkehr nach Edinburgh fiel er in der Saison 2008/09 durch Verletzungen längere Zeit aus und absolvierte daher nur drei Spiele. Nach seiner Genesung war er in der darauffolgenden Saison 2009/10 Ergänzungsspieler in der Mannschaft von Csaba László. Erst unter dem neuen Trainer Jim Jefferies konnte sich Templeton einen Stammplatz erkämpfen und 33 Ligaspiele absolvieren. Hinter Rudolf Skácel, Kevin Kyle und Stephen Elliott war er mit sieben Treffern zudem drittbester Torschütze der Mannschaft. Mit den Hearts erreichte er im Jahr 2012 das schottische Pokalfinale, das gegen Hibernian Edinburgh im Edinburgh Derby gewonnen wurde. Templeton, der in der Liga unter Paulo Sérgio Stammspieler war, blieb im Finale ohne Einsatzminute. Im August 2012 wechselte Templeton für eine unbekannte Ablösesumme zu den Glasgow Rangers, die gerade in die Vierte Liga zwangsversetzt wurden. Mit den Rangers stieg er in den folgenden Spielzeiten von der vierten in die erste Liga auf und gewann 2016 den Challenge Cup.

### Nationalmannschaft
David Templeton spielte im Jahr 2007 zweimal für die schottische U-19. Im Jahr 2010 folgten zwei Einsätze in der U-21.

## Erfolge
mit Heart of Midlothian:
- Schottischer Pokalsieger: 2012

mit den Glasgow Rangers:
- Scottish Third Division: 2013
- Scottish League One: 2014
- Scottish Championship: 2016
- Scottish League Challenge Cup: 2016